# Matthæuseffekten
Matthæuseffekten af akkumulerede fordele, mathæusprincippet eller matthæuseffekten er en tendens for individer der akkumulerer social eller økonomisk succes baseret på deres oprindelige popularitet, venner, rigdom osv. Det bliver nogle gange opsummeret som "de rige bliver rigere og de fattige bliver fattigere". Begrebet blev opfindet af sociologerne Robert K. Merton og Harriet Zuckerman i 1968 og tager sit navn fra lignelsen om talenterne og minaerne fra Matthæusevangeliet.
Matthæuseffekten kan i stor grad forklares med præferencetilknytning, hvorved bl.a. rigdom bliver distribueret blandt individer på baggrund af, hvor meget de allerede har. Dette har den samlede effekt, at der bliver stadigt sværere for lavtrangerende individer at forbedre deres status, da de har færre ressourcer at risikere over tid, og det bliver stadigt nemmere for højtrangerende individer bibeholde eller forbedre deres position, da de får flere ressourcer at risikere.
Studiet af matthæuseffekten blev oprindeligt primært rettet mod uligheden i, hvordan videnskabsfolk blev anerkendt for deres arbejde. Norman W. Storer fra Columbia University ledte en ny bølge af forskning, og han mente at opdage, at uligheden eksisterede i socialvidenskab og andre institutioner.